# Ализ
Ализ (фр. Aluze) насеље је и општина у источном делу централне Француске у региону Бургундија-Франш-Конте, у департману Саона и Лоара која припада префектури Шалон сир Саон.
По подацима из 2011. године у општини је живело 234 становника, а густина насељености је износила 38,94 становника/km². Општина се простире на површини од 6,01 km². Налази се на средњој надморској висини од 426 метара (максималној 405 m, а минималној 260 m).

## Демографија
| 1962. | 1968. | 1975. | 1982. | 1990. | 1999. | 2011. |
| ----- | ----- | ----- | ----- | ----- | ----- | ----- |
| 148   | 151   | 143   | 180   | 199   | 217   | 234   |

График промене броја становника у току последњих година